# Ивашкевичи
Ивашке́вич (бел. Івашкевіч) — распространённая белорусская фамилия, в основе которой лежит уменьшительная форма православного крестильного имени Иван — Ивашка.

## Ивашкевичи гербаГоздаваили Ивашкевичи-Рудошанские

Герб Гоздава

Род из Великого княжества Литовского. В 1700 году род был представлен Михаилом, Яном, Петром, Ежи и Казимиром Рудошанскими Ивашкевичами. Род впервые упоминается в Конституции 1613 года.
Родовое гнездо этого рода — деревня Рудошаны (ныне в Мядельском районе Минской области).
Род очень разросся и к концу XVIII века распался на несколько линий, старшими представителями которых были: Ян Ивашкевич дедич Крелева и Давинишек в повете Ошмянском, Ежи Ивашкевич дедич Стрейкуне и Буйново в повете Троцком, Габриэль Ивашкевич дедич имения Пунжаны в Виленском повете, Мартин Ивашкевич дедич Буришек в воеводстве Троцком и Рудошан в повете Ошмянском.
Самый известный представитель этого рода Вацлав Ивашкевич-Рудошанский (р. 1871, Омск — ум. 1922, Варшава) — генерал-майор армии Российской Империи, позднее — генерал брони Войска Польского. Сын повстанца, сосланного в Сибирь. Участвовал в обороне Порт-Артура. В период Первой мировой войны командовал пехотной дивизией. Во время войны с большевиками возглавлял Галицийско-Волынский фронт в Войске Польском.
Во время второй мировой войны одна из групп партизан из Армии Крайовой контролировала местность вдоль шоссе Вильно — Ошмяны. Группа возглавлялась известным виленским боксером Ивашкевичем по кличке «Ойца».

## Ивашкевичи гербаТрубыили Токара-Ивашкевичи

Герб Трубы

Род очень древнего происхождения, берущий начало от князя Наримунта, который согласно Хронике Быховца был братом Великого Князя Тройдена, правившего Литвой в 1270—1282 годах (согласно Галицко-Волынской летописи брат Тройдена прозывался Сирпутием).
Наримунт не имел сына-наследника и просил у верховного жреца Криво-Кривейше вымолить у Бога Перкунаса ему наследника. Вскоре после этого во время охоты собаки вывели князя Наримунта и его свиту к загадочному дереву, возле которого никакой дичи не было. Охотники взглянули вверх и увидели среди листьев корзину, украшенную цветами и разноцветными лентами. Внутри корзины находился мальчик, здоровый и красивый.
Криво-Кривейше сказал Наримунту: «Вот тебе Бог Перкунас и послал сына. Расти ребёнка, как родного, и во всём слушайся, потому что каждое его слово будет гласом самого Бога». Малыша назвали Лиздейко, что значит по-литовски «найденный в гнезде». Мальчика, который быстро подрастал, почитали, с его советами всегда считались.
Однажды к Лиздейке за помощью обратился сам Великий князь Гедимин. Нужно было объяснить необычный сон, который приснился князю, когда он заночевал в долине Святого Рога: могучий железный волк громко выл на все четыре стороны света. Лиздейка объяснил сон так: на том месте, где ночевал князь, нужно построить большой город Вильно.
Внук Лиздейки боярин Сирпуть сын Виршула, живший около 1385 года, являлся отцом Григория Остика одного из самых могущественных литовских бояр того времени. Григорий Остик, в католическом крещении Кристин, ум. около 1440 года. От Григория Остика берут начало многие знатные фамилии в Великом Княжестве Литовском. Пять его сыновей прозывались: Станко Щасный, Радзивилл, Невер, Николай Токара и Бартломей Рак.
От Станки Щасного пошли собственно Остики. От Радзивилла самый знаменитый литовский магнатский род князья Радзивиллы. Невер имел двух сыновей Мартина и Войтеха, но они не оставили потомства. Четвёртым сыном Григория Остика был Токара, имевший трех сыновей Нарбута, Ивашку и Петьку. От Ивашки пошли Ивашкевичи в Троцком Воеводстве и Княжестве Жмудском. От других детей Николая Токары ведут начало Нарбуты, Петкевичи и Комаевские. От Рака ведут род Гинтовты-Дзевалтовские.
Первыми Ивашкевичами были два сына Ивашки Токары — Ян кухмистр Литовский и Богдан. Их потомок Станислав Ивашкевич — маршалок троцкий, упоминается в жмудских привилегиях короля Александра около 1619 года. Ежи Ивашкевич хорунжий Пятигорской хоругви, отважный солдат в 1680 году был городским судьей в Троках. В 1778 году Юзеф Ивашкевич был городским судьей в Речице, а Фелициан Ивашкевич в Упите.
Владения Ивашкевичей герба Трубы в основном располагались в Лидском повете.
Польский писатель Ярослав Ивашкевич, родившийся в местечке Кальник под Киевом, причислял себя к роду герба Трубы, но документального подтверждения этому нет.